# Халюзин, Григорий Алексеевич
Григорий Алексеевич Халюзин (10 февраля 1897 года, Верхнеуральск — 27 сентября 1975 года, Москва) — советский военный деятель, Генерал-лейтенант (1944 год).

## Биография
Григорий Алексеевич Халюзин родился 10 февраля 1897 года в станице Верхнеуральской, ныне Челябинской области, в семье казака.

### Первая мировая и гражданская войны
В 1916 году был призван в ряды русской императорской армии, в которой служил старшим унтер-офицером до 1917 года. Во время Первой мировой войны воевал на Западном фронте.
В 1916 году окончил учебную школу в сводном казачьем полку в Царском Селе (Пушкин).
С марта 1918 года служил в рядах РККА.
До 1920 года Халюзин служил командиром взвода, сотни на Восточном и Западном фронтах.
По окончании повторных кавалерийских командных курсов в Екатеринбурге в 1920 году воевал на Кубани, Северном Кавказе и в Закавказье до 1921 года.

### Межвоенное время
С 1922 по 1931 годы служил на должностях командира взвода, роты, начальника полковой школы ряда полков Приуральского военного округа.
В 1925 году окончил повторные командные курсы в Симбирске.
В 1931 году был назначен на должность начальника штаба стрелкового полка, с 1933 году исполнял должность командира полка, а с 1934 года командовал стрелковым полком.
В ноябре 1937 года был назначен на должность командира 96-й стрелковой дивизии, а в марте 1941 года — на должность командира 33-го стрелкового корпуса.

### Великая Отечественная война
Встретил войну в должности командира 33-го стрелкового корпуса (28-я армия), который вёл оборону бои в районе городов Рославль, Починок и Брянск.
В сентябре 1941 года был назначен на должность начальника тыла 13-й армии, которая, отступая в направлении городов Чаусы, Пропойск, Новгород-Северский, Фатеж и Касторное, вела тяжёлую оборону, иногда попадая в окружение.
С мая 1942 года Халюзин командовал 48-й армией, которая вела оборону на елецком направлении. В ходе наступления на Орёл армия не добилась крупных успехов и поэтому в феврале 1943 года Халюзин был назначен на должность заместителя командующего 61-й армией, которая вела оборону и наступление южнее и юго-западнее города Белёв и принимала участие в Орловской наступательной операции и освобождении города Болхов. В сентябре 1943 года Халюзин бы назначен на должность командира 89-го стрелкового корпуса (61-я армия). В ходе Калинковичско-Мозырской операции корпус принимал участие в освобождении городов Мозырь и Калинковичи.
С февраля по июль 1944 года Халюзин лечился в госпитале, после чего был назначен на должность командира 9-го гвардейского стрелкового корпуса (61-я армия). В ходе Люблин-Брестской операции корпус освобождал Брест, после чего получил наименование «Брестский» и вскоре в составе армии был выведен в резерв Ставки ВГК и передислоцирован на 3-й Прибалтийский фронт. В ходе Рижской операции корпус был подчинен 1-й ударной армии, в составе которого принимал участие в освобождении Риги. В ходе Варшавско-Познанской и Восточно-Померанской операций корпус освобождал города Сохачев, Альт-дамм (Домбе) и вышел к Балтийскому морю. В начале Берлинской операции по состоянию здоровья был направлен на лечение.

### Послевоенная карьера

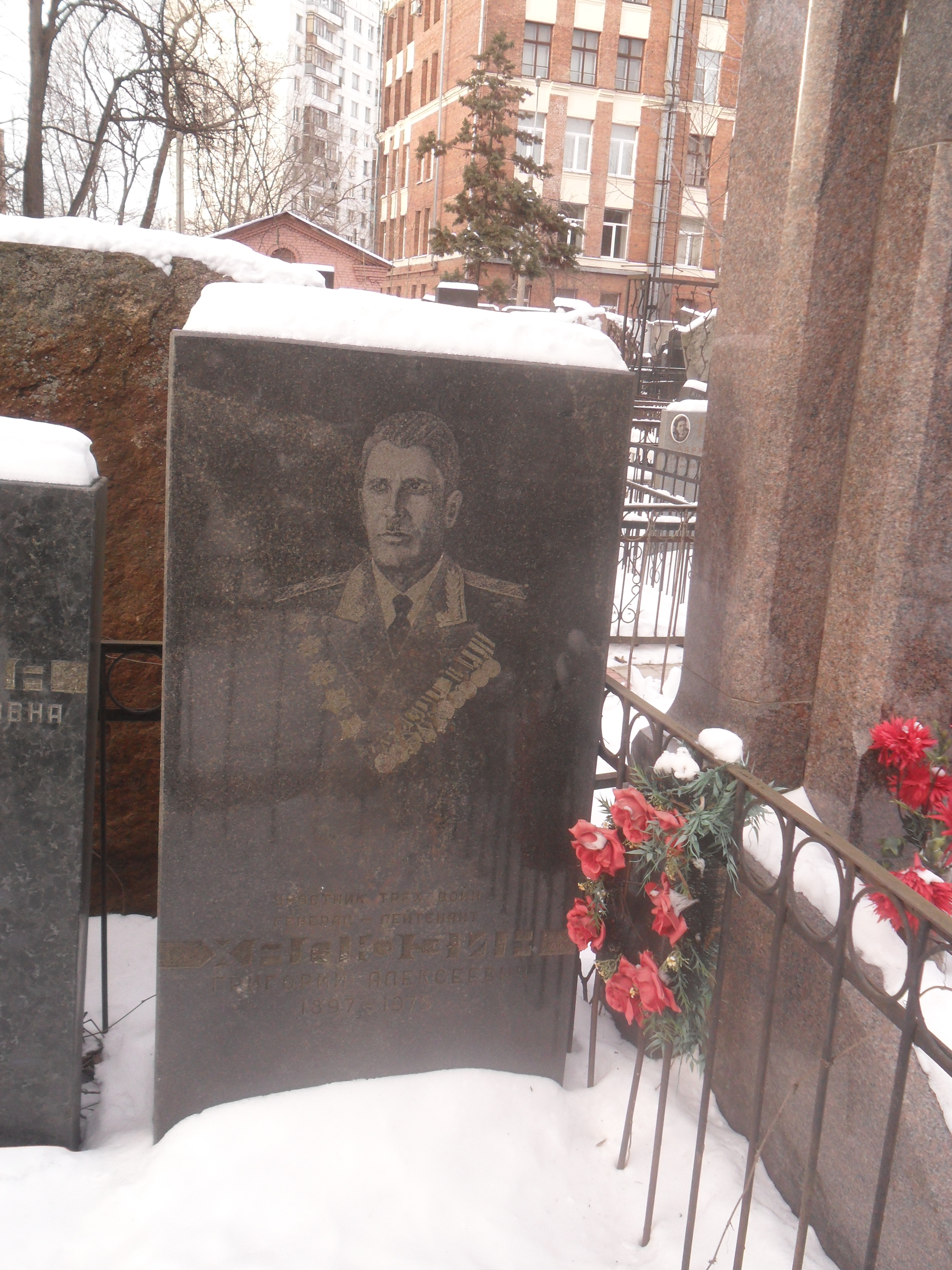
Могила Халюзина на Введенском кладбище Москвы

После войны Халюзин исполнял должность заместителя командующего войсками Таврического военного округа.
После окончания высших академических курсов при Высшей военной академии им. К. Е. Ворошилова в 1948 году был назначен на должность помощника командующего войсками Западно-Сибирского военного округа по вузам.
С 1949 года работал на должности помощника начальника Военной академии им. М. В. Фрунзе.
В сентябре 1953 года Григорий Алексеевич Халюзин вышел в запас, после чего жил в Москве, где и умер 27 сентября 1975 года. Похоронен на Введенском кладбище (29 уч.).

## Награды
- Два ордена Ленина (21.02.1945, 29.05.1945);[1]
- Три ордена Красного Знамени (22.02.1938, 3.11.1944, 24.06.1948);
- Два ордена Суворова 2-й степени (3.06.1944, 6.04.1945);
- Орден Кутузова 2-й степени (23.08.1944);
- Орден Отечественной войны 1-й степени (27.08.1943);
- Орден Красной Звезды (14.02.1943);
- Медали[2].